# Hyalopeziza raripila
Hyalopeziza raripila är en svampart som tillhör divisionen sporsäcksvampar, och som först beskrevs av Höhn., och fick sitt nu gällande namn av Seppo Huhtinen. Hyalopeziza raripila ingår i släktet Hyalopeziza, och familjen Hyaloscyphaceae. Arten är reproducerande i Sverige.